# Municipio Cochabamba
Das Municipio Cochabamba ist ein Verwaltungsbezirk im Departamento Cochabamba im südamerikanischen Anden-Staat Bolivien.

## Lage im Nahraum
Das Municipio Cochabamba ist einziges Municipio der Provinz Cercado. Es grenzt im Westen an die Provinz Quillacollo, im Süden an die Provinz Capinota, im Südosten an die Provinz Esteban Arce und im Osten an die Provinz Chapare.
Der zentrale Ort des Municipios ist die Stadt Cochabamba.

## Geographie
Das Municipio Cochabamba liegt auf der Hochebene von Cochabamba im Übergangsbereich zwischen der Anden-Gebirgskette der Cordillera Central und dem bolivianischen Tiefland. Das Klima der Region ist ein subtropisches Höhenklima, das im Jahresverlauf mehr durch Niederschlagsschwankungen als durch Temperaturunterschiede geprägt ist.
Der Jahresniederschlag liegt bei 450 mm (siehe Klimadiagramm) und weist eine deutliche Trockenzeit von April bis Oktober auf. Die Jahresdurchschnittstemperatur liegt bei knapp 18 °C, die Monatsdurchschnittswerte schwanken zwischen 15 und 20 °C (siehe Klimadiagramm Cochabamba), die Tageshöchstwerte erreichen zu allen Jahreszeiten 25 bis 30 °C.

## Bevölkerung
Die Einwohnerzahl ist zwischen 1992 und 2024 um etwa mehr als die Hälfte angestiegen:
| Jahr | Einwohner | Quelle       |
| ---- | --------- | ------------ |
| 1992 | 425.081   | Volkszählung |
| 2001 | 517.024   | Volkszählung |
| 2012 | 632.013   | Volkszählung |
| 2024 | 669.484   | Volkszählung |

Die Bevölkerungsdichte des Municipios bei der letzten Volkszählung im Jahr 2024 betrug 2357,3 Einwohner/km², der Anteil der städtischen Bevölkerung war 99,9 Prozent, die Lebenserwartung der Neugeborenen lag bei 66,7 Jahren.
Der Alphabetisierungsgrad bei den über 19-Jährigen beträgt 94,0 Prozent, und zwar 98,1 Prozent bei Männern und 90,4 Prozent bei Frauen (2001).

## Politik
Ergebnis der Regionalwahlen (concejales del municipio) vom 4. April 2010:
| Wahlberechtigte |  | Stimmen | gültig  |  | UN-CP   | MAS-IPSP | FPV    | CIU    | UCS    | MSM   | PDC   | MNR   |
| --------------- |  | ------- | ------- |  | ------- | -------- | ------ | ------ | ------ | ----- | ----- | ----- |
| 381.153         |  | 332.993 | 275.194 |  | 108.630 | 104.339  | 19.330 | 14.893 | 14.134 | 5.540 | 4.436 | 3.892 |
|                 |  | 87,4 %  | 82,6 %  |  | 39,5 %  | 37,9 %   | 7,0 %  | 5,4 %  | 5,1 %  | 2,0 % | 1,6 % | 1,4 % |

Ergebnis der Regionalwahlen (elecciones de autoridades políticas) vom 7. März 2021:
| Wahl- berechtigte |  | Wahl- beteiligung | gültige Stimmen |  | MAS-IPSP | SÚMATE  | MTS    | UNIDOS.CBBA | C-A    | SOMOS  | PDC    | PAN-BOL | FPV    |
| ----------------- |  | ----------------- | --------------- |  | -------- | ------- | ------ | ----------- | ------ | ------ | ------ | ------- | ------ |
| 522.746           |  | 449.424           | 418.019         |  | 175.304  | 167.816 | 33.473 | 19.939      | 9.715  | 4.449  | 3.500  | 2.428   | 1.395  |
|                   |  | 85,90 %           | 84,46 %         |  | 41,94 %  | 40,15 % | 8,01 % | 4,77 %      | 2,32 % | 1,06 % | 0,84 % | 0,58 %  | 0,33 % |

## Gliederung
Das Municipio besteht aus dem Kanton (cantón) Cochabamba, das sich in zwei Unterkantone (subcantones) gliedert:
- Cantón Cochabamba
- Cantón Llave Mayu

## Ortschaften im Municipio Cochabamba
- Cochabamba 630.587 Einw.